# Арнольд, Полли
Полли Арнольд (Polly Arnold; род. 1972, Лондон) — британский химик, специалист в области синтетической химии.
Член Лондонского (2018) и Эдинбургского (2012) королевских обществ, доктор философии (1997), профессор Эдинбургского университета.
Окончила Оксфордский университет (бакалавр химии, 1994). В 1997 году получила степень доктора философии (DPhil) в Сассекском университете. По программе Фулбрайта проводила постдокторские исследования в MIT. Затем вернулась в Великобританию, преподавала в Ноттингемском университете. С 2007 года в Эдинбургском университете, с 2009 года занимает там кафедру химии имени Крама Брауна.
Также состоит исследовательским фелло Engineering and Physical Sciences Research Council.
Фелло Королевского химического общества (2012) и член Academia Europaea (2019).

## Награды и отличия
- Bessel Prize, Фонд Александра фон Гумбольдта
- Chancellor’s Award Эдинбургского университета
- Hans Fischer Senior Fellowship, TUM Institute for Advanced Study[англ.]
- Rosalind Franklin Award[англ.] (2012)
- Corday-Morgan Prize[англ.] (2012)
- Lord Kelvin Medal Эдинбургского королевского общества (2017)[6]
- ERC Advanced Grant (2017)[7]
- Todd-Krebs Lectureship, Немецкое химическое общество (2018)[8]

OBE (2017).